# Günther Prien
Günther Prien  * 16. januar 1908, Osterfeld, Nemčija † 7. marec 1941, severni Atlantik.
Nemški podmorniški as druge svetovne vojne si je priboril slavo že 14. oktobra 1939 s svojim vdorom v britansko vojno oporišče Scapa Flow in potopitvijo britanske bojne ladje Royal Oak. Kasneje je nadaljeval z uspehi in potopil vsega skupaj 30 tovornih ladij, dokler ni skupaj s posadko umrl na patrulji v Atlantskem oceanu.

### Poveljstva podmornic
| Podmornica | Trajanje                          | Vojne patrulje | Dni na morju |
| U-47       | 17. december 1938 – 7. marec 1941 | 10             | 238          |

## Dosežki

### Seznam potopljenih ladij
Datum  – ime ladje – tonaža (v BRT) – država
- 5. september 1939 –  	Bosnia – 2.407 – VB
- 6. september 1939 –	Rio Claro – 4.086	 – VB
- 7. september 1939 –	Gartavon –	1.777	 – VB
- 14. oktober 1939 –	HMS Royal Oak (08) – 29.150	 VB
- 5. december 1939 –	Navasota – 	8.795 –  	VB
- 6. december 1939 –	Britta – 	        6.214	– 	Norveška
- 7. december 1939 –	Tajandoen – 	8.159	 –	Nizozemska
- 25. marec 1940   –    Britta – 1.146	– Danska
- 14. junij 1940 	–	Balmoralwood – 5.834	– 	VB
- 21. junij 1940 	–	San Fernando – 13.056	 –	VB
- 24. junij 1940 	–	Cathrine – 1.885 – Panama
- 27. junij 1940 	–	Lenda – 4.005 – Norveška
- 27. junij 1940 	–	Leticia – 2.580 – Nizozemska
- 29. junij 1940 	–	Empire Toucan – 	4.127	– 	VB
- 30. junij 1940 	–	Georgios Kyriakides – 	4.201 –	Grčija
- 2. julij 1940 	–	Arandora Star – 	15.501	  – VB
- 2. september 1940 	–	Ville de Mons – 7.463 – Belgija
- 4. september 1940 	–	Titan – 	9.035	 – VB
- 7. september 1940 	–	Gro – 	4.211	 – Norveška
- 7. september 1940 	–	José de Larrinaga – 5.303 – VB
- 7. september 1940 	–	Neptunian – 	5.155	– VB
- 9. september 1940 	–	Possidon – 	3.840	 – Grčija
- 21. september 1940 	–	Elmbank – 	5.156	 – VB	 (poškodovana)
- 19. oktober 1940 	–	Shirak – 	6.023	 – VB	 (poškodovana)
- 19. oktober 1940 	–	Uganda – 	4.966 – VB
- 19. oktober 1940 	–	Wandby – 	4.947 – VB
- 20. oktober 1940 	–	Athelmonarch – 8.995 – VB (poškodovana)
- 20. oktober 1940 	– La Estancia – 	5.185 – VB
- 20. oktober 1940 	– Whitford Point – 	5.026 – VB
- 8. november 1940 – Gonçalo Velho – 	1.595 – Portugalska (poškodovana)
- 2. december 1940 – Conch – 8.376 – VB (poškodovana)
- 2. december 1940 	– Dunsley – 3.862  – 	VB (poškodovana)
- 2. december 1940 	– Ville d´Arlon – 7.555 – Belgija
- 26. februar 1941 – Borgland – 3.636 – Norveška
- 26. februar 1941 	– Diala – 	8.106	 – VB	(poškodovana)
- 26. februar 1941 	–	Kasongo – 	5.254	 – Belgija
- 26. februar 1941 	–      Rydboholm – 	3.197	 – Švedska
- 28. februar 1941 – Holmelea – 	4.223	 – VB
- 7. marec 1941 	–	Terje Viken – 20.638 – VB

### Napredovanja
- Fachnrich zur see – 1. marec 1933
- Oberfahnrich zur see – 1. januar 1935
- Poročnik – 1. april 1935
- Nadporočnik – 1. januar 1937
- Kapitanporočnik – 1. februar 1939
- Kapitan korvete – 18. marec 1941 (posthumno)

### Film
- U 47 - Kapitänleutnant Prien, Nemčija 1958 (IMDb)